# اریک وتندال
اریک وتندال (انگلیسی: Erik Watndal؛ زادهٔ ۲۷ اوت ۱۹۷۹) ورزشکار ورزش تیراندازی اهل نروژ است.
وی در مسابقات کشوری و بین‌المللی در مجموع برندهٔ ۱ مدال نقره شده‌است.